# استیونسون (واشینگتن)
استیونسان (به انگلیسی: Stevenson) شهری در شهرستان اسکامانیا ایالت واشنگتن است که در سرشماری سال ۲۰۱۰ میلادی، ۱۴۶۵ نفر جمعیت داشته است. 